# Diplomatie culinaire

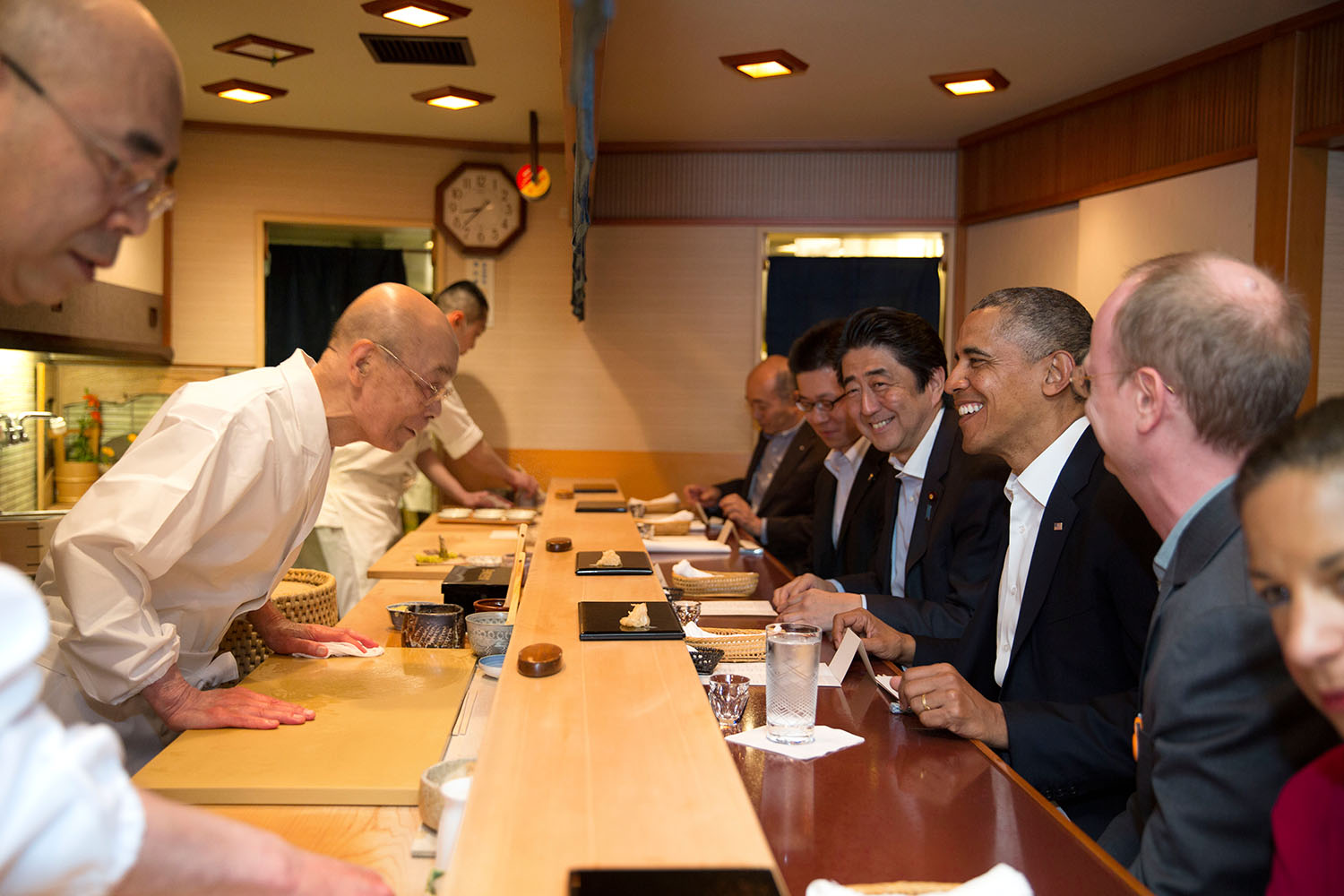
Le président américain Barack Obama et le Premier ministre japonais Shinzō Abe au restaurant de sushis Sukiyabashi Jirō à Tokyo, en 2014.

La diplomatie culinaire (ou gastrodiplomatie ou diplomatie alimentaire) est l'utilisation de la culture gastronomique d'un pays dans un but diplomatique. Cette utilisation peut avoir lieu dans un cadre privé, pour améliorer les relations entre diplomates et chefs d'États, mais aussi dans un cadre public pour améliorer l'image d'un pays à l'international.
La diplomatie culinaire est un type de diplomatie culturelle.

## Histoire
Les termes « diplomatie culinaire » et « gastrodiplomatie » sont utilisés depuis le début des années 2000, et ont été popularisés par les travaux des spécialistes de la diplomatie publique Paul Rockower et Sam Chapple-Sokol. Le concept a été mentionné pour la première fois en 2002 dans un article de l'Economist consacré au programme Thai Kitchen of the World. Dans un article publié en 2011 dans la revue taïwanaise Issues and Studies, Rockower écrit que « la gastrodiplomatie est fondée sur l'idée que le moyen le plus facile de gagner les cœurs et les esprits est de passer par l'estomac ». Chapple-Sokol a écrit dans un article publié en 2013 dans la revue The Hague Journal of Diplomacy que la diplomatie culinaire est « l'utilisation de la nourriture et de la cuisine comme instrument pour créer une compréhension interculturelle dans l'espoir d'améliorer les interactions et la coopération ».

## Définitions
La diplomatie culinaire a pour but d'améliorer la marque de la nation. Cet objectif est théoriquement atteint en changeant la conversation autour d'un pays pour se concentrer sur une facette apolitique et positive de sa culture. Dans une étude empirique préliminaire des programmes de gastrodiplomatie de plusieurs pays, il a été démontré que la gastrodiplomatie a réussi à améliorer l'image de marque de la nation.[réf. nécessaire]
Des programmes officiels de diplomatie culinaire parrainés par des gouvernements ont été mis en place à Taïwan, à Singapour, en Thaïlande, en Corée du Sud, en Malaisie, en Indonésie, au Liban, au Pérou, en Israël, aux États-Unis, au Cambodge, au Japon, en Scandinavie, en Australie et en Ouzbékistan.

### Diplomatie culinaire ou gastrodiplomatie
Les deux termes « diplomatie culinaire » et « gastrodiplomatie » sont utilisés de manière interchangeable par beaucoup, bien que certains universitaires les différencient. Rockower, par exemple, affirme que la gastrodiplomatie est un outil de diplomatie publique, tandis que la diplomatie culinaire est « un moyen de faire avancer le protocole diplomatique par la cuisine ». Chapple-Sokol écrit que ces deux termes entrent dans la catégorie générale de la « diplomatie culinaire », et fait la distinction entre la diplomatie culinaire publique et privée. Dans le premier cas, la diplomatie culinaire est utilisée comme un outil de diplomatie publique, et plus particulièrement de diplomatie culturelle, tandis que la seconde « se déroule à huis clos », ce qui correspond à la définition de Rockower. Cependant, plus tard, Chapple-Sokol a redéfini la « gastrodiplomatie » comme étant spécifiquement « l'engagement public de gouvernement à étranger » et l'un des trois piliers constituant la diplomatie culinaire au sens large.

### Gastronationalisme
Le gastronationalisme ou nationalisme culinaire est un concept connexe impliquant l'utilisation de la nourriture et de son histoire, de sa production, de son contrôle, de sa préparation et de sa consommation comme moyen de promouvoir le nationalisme et l'identité nationale. Il peut s'agir d'arguments entre deux ou plusieurs régions ou pays pour déterminer si un plat ou une préparation particulière est revendiqué par l'une de ces régions ou l'un de ces pays et a été approprié ou coopté par les autres. Parmi les exemples de gastronationalisme, on peut citer les efforts déployés par des organismes étatiques, des organismes non gouvernementaux, des entreprises et des groupes d'entreprises, ainsi que des particuliers.